# Обоз
Обо̀зът представлява група превозни средства, с които се прекарват храни, боеприпаси и др. за войската. Преди широкото използване на военни превозни средства, редица от каруци, теглени от жива сила, следва армията с провизии и боеприпаси.

## По света
В България по време на Освободителната война и Балканските войни се ползват волски каруци.
В дивия запад в САЩ заселниците, пътуващи през равнините и планинските проходи в покрити каруци, се обединяват за взаимопомощ.
Номади от Южна Африка също са пътували в кервани с покрити каруци.

## Галерия
- Ариергард на запорожки казаци
- Заселници в Небраска
- Юта, САЩ, 1912
- Транспортиране на ранени руснаци, ПСВ
- Източен фронт на ПСВ, немска колона за доставки
- Артилерийска двуколка, ползвана в Отечествената война